# Trimön Norbu Wangyal
Trimön Norbu Wangyal (tibétain : ཁྲི་སམོན་ནོར་པུ་དབྱང་རྒྱལ་, Wylie : khri smon nor bu dbang rgyal 1874 - 1945) est un aristocrate et homme politique tibétain conservateur, gouverneur du Kham, ministre des Finances (Tsipön ; tibétain : rtsis-dpon) et Kalön et ministre en chef du Kashag, le Cabinet du Tibet de 1914 à 1934. Il a été impliqués dans la recherche et la reconnaissance de Tenzin Gyatso, le 14e dalaї-lama, en 1935.

## Biographie
Trimon Norbu Wangyal était le 2e fils de Tsi-pa Shakabpa Tenzin Norgye, un éminent bureaucrate qui supervisait la formation des cadets entrant dans la fonction publique. Descendant de la famille Shakabpa, Norbu Wangyal a été adopté dans la famille Trimön. Il a pris le nom de famille après avoir hérité des domaines du père de sa femme à Chetang, près de Lhassa, bien qu'il ait vécu de nombreuses années à Sechung House.

### Carrière
En 1912, Trimön, malgré l'absence de formation militaire formelle, fut affecté au poste de commandant en chef adjoint de l'armée tibétaine pendant le conflit chinois à Lhassa. En juin de la même année, il reçut le titre de Theji. En 1913-1914, il accompagna Lönchen Shatra en Inde en tant qu'assistant personnel, auprès des plénipotentiaires tibétains à la Convention de Simla et s'entretint avec Lord Hardinge. À son retour au Tibet en 1914, il reçut le titre de Shap-pe.
De 1922 à 1926, Trimön a travaillé comme gouverneur du Kham en poste à Chamdo. Son poste prit fin en 1931 lorsque Nga-pho Shap-pe fut nommé pour reprendre son rôle. Bien qu'il soit un personnage compétent, doté de connaissances littéraires substantielles, il était impopulaire auprès de l'Assemblée nationale et était largement considéré comme très conservateur, sévère et arrogant. Il fut l'une des victimes du complot de Lungshar qui échoua au cours de l'été 1934. La décision d'aveugler le réformiste populaire Lungshar serait venu de Trimön, qui avait été son principal adversaire politique.
Après la disparition du 13e dalaï-lama en 1933, au cours de l'été 1935, Trimön faisait partie des éminents fonctionnaires qui partirent avec le Kashag pour retrouver sa réincarnation et donc le 14e dalaï-lama. La recherche les a envoyés à travers le Tibet et a visité à plusieurs reprises le Lhamo-Latso, un lac où l'on dit qu'il offre des indices sur l'endroit où se trouve le prochain dalaï-lama.

### Démission

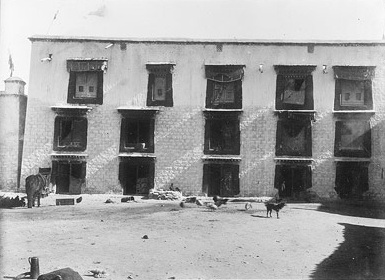
Maison de Trimön, Sechung, à Lhassa, 1920-21 par Charles Alfred Bell

A cette période, il fut de plus en plus affecté par le gouvernement du Tibet et, à la suite de la recherche du nouveau dalaï-lama, ordonna à son neveu, Tsepon Shakabpa, alors qu'il séjournait au monastère de Tiklo, de rédiger sa démission. Cela depuis sa position au haut conseil déclarant qu '"il avait avancé en âge et souhaitait démissionner, et consacrer le reste de sa vie à des activités religieuses". Le régent, le 5e Réting Rinpoché, tenta de faire changer d'avis Trimön et crut qu'il devrait être promu lönchen , comme il l'avait souhaité. Il a déclaré qu'il démissionnerait également du cabinet si Trimön démissionnait. [2] Trimön retourna à Lhassa en octobre 1935 et, malgré les paroles de Reting, il démissionna officiellement peu avant le Nouvel An tibétain en janvier 1936. Reting ne démissionna pas comme il l'avait promis et ne répondit pas immédiatement. Mais après les célébrations du Losar, Reting répondit à Trimön, le remerciant formellement pour son service distingué au Tibet. Il reçut le domaine Kaship Nubling.